# Hoplitis emarginata
Hoplitis emarginata är en biart som först beskrevs av Griswold 1983.  Hoplitis emarginata ingår i släktet gnagbin, och familjen buksamlarbin. Inga underarter finns listade i Catalogue of Life.